# Виейра, Жаэл
Э́вертон Со́уза Соа́рес (порт. Everton Sousa Soares; родился 30 октября 1987 года в Варзеа-Гранди, штат Мату-Гросу) — бразильский футболист, нападающий японского клуба «Мацумото Ямага».

## Биография
Жаэл начинал заниматься футболом в главной команде своего штата «Куябе». Затем выступал за молодёжные команды «Флуминенсе», а в 2007 году перешёл в «Крисиуму». В этой команде он дебютировал во взрослом футболе. Выступал за клуб из Санта-Катарины в Серии B Бразилии. В 2008 году был продан в «Атлетико Минейро», где успел сыграть несколько матчей в высшем бразильском дивизионе и отметиться двумя забитыми мячами — в ворота «Васко да Гамы» и «Сантоса».
В начале 2009 года перешёл в «Крузейро», но не получил возможности сыграть за «лис» ни в одном матче, и вскоре ушёл в «Гояс», где до июля принял участие в трёх играх. Оставшуюся часть сезона провёл в «Баии», в которой проявил себя весьма ярко, забив в Серии B 10 голов в 20 матчах.
В 2010 году перешёл в шведский «Кальмар». Сыграл в марте два неполных матча в чемпионате Швеции. Следующие два года выступал на правах аренды за бразильские команды, формально оставаясь игроком «Кальмара». Вначале нападающий продолжил регулярно забивать за «Баию» в Серии B — 12 голов в 24 матчах. В 2011 году выступал за «Португезу» (Сан-Паулу) в Лиге Паулисте и в Серии B. Последней «арендной» командой для Жаэла стал «Фламенго» во второй половине 2011 и начале 2012 года.
По окончании контракта с «Кальмаром» перешёл в «Спорт» из Ресифи. Проведя в этой команде полгода, заканчивал календарный год в корейской «Соннам Ильхве Чхонма» (ныне ФК «Соннам»).
В 2013 году вернулся на родину, присоединившись к «Сан-Каэтано». Сыграл за «синейших» за полтора года в 35 матчах, в которых забил 14 голов. В середине 2014 года присоединился на правах аренды к «Жоинвилю», которому помог выиграть бразильскую Серию B и в 2015 году — стать чемпионами штата Санта-Катарина. Однако позднее титул чемпионов штата у «Жоинвиля» был отобран из-за использования незаявленного игрока, и присуждён «Фигейренсе».
В 2015—2016 годах выступал в чемпионате Китая, по возвращении провёл ещё полгода в Серии B в составе «Жоинвиля».
В 2017 году Жаэл перешёл в «Гремио». Как правило, появлялся на поле, выходя на замену. В первом финальном матче Кубка Либертадорес 2017 «Гремио» одержал домашнюю победу с минимальным счётом, единственный мяч забил в конце встречи Сисеро Сантос с передачи Жаэла, который также вышел на замену Лукасу Барриосу на 74-й минуте. В ответном матче Жаэл также был в заявке, но на поле не появился. Его команда вновь выиграла 2:1 и завоевала трофей.

## Титулы
- Чемпион Бразилии в Серии B: 2014
- Обладатель Кубка Либертадорес: 2017